# Карпухно, Николай Алексеевич
Николай Алексеевич Карпухно (15 мая 1935, с. Рыбное, Ленинский район, Карагандинская область, Казакская АССР, РСФСР, СССР — 29 сентября 2000, Кокшетау) — механизатор, бригадир совхоза «Шарыкский» Рузаевского района Кокчетавской области, Казахская ССР. Герой Социалистического Труда (1972).

## Биография
Родился в 1935 году в крестьянской семье в селе Рыбное Ленинского района Карагандинской области.
Начал трудовую деятельность в 1948 году, помогая своему отцу на уборке зерновых. Окончил Лобановское специальное профессионально-техническое училище.
С 1954 по 1956 года проходил срочную службу в Советской Армии.
После армии окончил школу механизации сельского хозяйства и с 1956 года трудился механизатором в совхозе «Шарыкский» Рузаевского района. В 1964 году назначен бригадиром тракторно-полеводческой бригады.
Бригада Николая Карпухно досрочно выполнила производственные задания 9-й пятилетки (1971—1975). За годы этой пятилетки бригада собрала 245693 центнера зерновых вместо запланированных 193145 центнеров. В 1972 году удостоен звания Героя Социалистического Труда «за большие успехи, достигнутые в увеличении производства зерна, других сельскохозяйственных продуктов земледелия, и проявленную трудовую доблесть на уборке урожая».
Награды
- Герой Социалистического Труда — указом Президиума Верховного Совета СССР от 13 декабря 1972 года
- Орден Ленина
- Орден Трудового Красного Знамени (1976)
- Орден «Знак Почёта» (1967, 1971)
- Медаль «За освоение целинных земель» (1955)

После выхода на пенсию проживал в Кокшетау, где скончался 29 сентября 2000 года. Похоронен в Кокшетау.

### Семья
Женат, пятеро детей. Сын Алексей (1968—1987) погиб в Афганистане при выполнении интернационального долга.